# Galactoside

Raffinose, l'α-galactoside le plus simple.

Un galactoside est un hétéroside comportant au moins un galactose. Les galactosides sont les sucres solubles les plus abondants dans le règne végétal après le saccharose.
Selon le cas où la liaison osidique est au-dessous ou au-dessus du plan de la molécule de galactose, les galactosides sont classés en deux familles, les α-galactosides (connus aussi sous le nom d'oligosaccharides de la famille du raffinose) et les β-galactosides. Les galactosidases (α-galactosidases et β-galactosidases) sont des enzymes lysosomiales qui hydrolysent les galactosides.
Les légumineuses et protéagineux sont particulièrement riches en galactosides, le Lupin jaune en ayant une teneur particulièrement élevée (entre 11 et 16.1 %).
Selon la quantité et la nature des aliments consommés qui en contiennent, les galactosides sont des facteurs antinutritionnels ou des ingrédients fonctionnels (effet prébiotique). 

## Biosynthèse
Les galactosides sont des dérivés du saccharose, principal glucide de réserve des plantes fournissant une source immédiate de glucose et fructose. L'enzyme galactosyl transférase (en) transfère le galactose sur le saccharose, donnant le raffinose. D'autres transferts aboutissent à la synthèse de galactosides de poids moléculaire croissant : stachyose, verbascose, ajugose (it), ciceritol (en).

## Fonctions physiologiques
Ces dérivés du galactose sont impliqués dans plusieurs fonctions physiologiques de croissance et de développement des plantes. Ils s'accumulent dans les graines, racines et tubercules de nombreuses légumineuses et autres plantes, la synthèse de ces composés osmoprotecteurs étant induite en réponse-tolérance des plantes aux stress abiotiques (dessiccation, froid). Ils interviennent aussi dans de nombreux processus cellulaires (signalisation cellulaire, transport membranaire et d'ARN messager..).

## Effets physiologiques
« Pourquoi les haricots font-ils péter ? »

— Sciences et Avenir
L'absence de galactosidases dans l'intestin des omnivores monogastriques (dont l'homme) et des herbivores monogastriques a pour effet négatif que les galactosides sont indigestes. Une consommation de légumineuses riches en galactosides a pour conséquence que ces composés non digérés migrent dans l'intestin postérieur (en) où ils sont digérés par des bactéries du microbiote intestinal au cours d'une fermentation anaérobie. Ces composés fermentescibles sont ainsi en grande partie à l'origine des flatulences qui accompagnent souvent la consommation de ces aliments. La fermentation dégage en effet du CO2 et H2 en grande quantité, ainsi que du CH4 et des acides gras à chaîne courte en faible quantité, parfois à l'origine d'inconforts intestinaux (ballonnements, sensation de gêne, sentiment de lourdeur),. Les galactosides ont d'autres effets négatifs : diminution de la quantité d'énergie métabolisable en raison de la fermentation, effets osmotiques dans l'intestin à l'origine de diarrhées, interférence avec la digestion d'autres nutriments. Dans l'industrie alimentaire et en cuisine, plusieurs techniques sont utilisées pour transformer les légumineuses et réduire leur teneur en galactosides indigestes : trempage de ces aliments dans de l'eau afin d'éliminer les oligosaccharides par solubilisation, lixiviation dans l'eau de cuisson ; germination des graines ; fermentation naturelle ou induite des légumineuses par des microbes (généralement des bactéries lactiques ou des moisissures), ce qui améliore leur valeur nutritive (alors que les propres vitamines de ces aliments pourraient être perdues lors d'une conservation au sec, les vitamines microbiennes augmentent leur valeur nutritionnelle) et apportent des changements favorables au niveau du goût et de la texture,, ; addition d'α–galactosidase pour hydrolyser ces facteurs flatulents ou pour produire du saccharose à partir de betteraves sucrières riches en raffinose.
Comme effet bénéfique principal, ces oligosaccharides consommés en quantité faible, ont des propriétés prébiotiques, favorisant le développement de microbes intestinaux bénéfiques et réduisant celui des bactéries pathogènes et des germes de putréfaction.